# Enfermedad de la banda blanca
La enfermedad de la banda blanca (en inglés: white band disease) es una enfermedad que afecta a los corales acropóridos y se distingue por la formación de una banda blanca de tejido de coral muerto.  La enfermedad destruye completamente el tejido de los corales caribeños de la familia Acroporidae, particularmente coral cuerno de alce (Acropora palmata) y coral cuerno de ciervo (Acropora cervicornis). La enfermedad presenta una división marcada entre el tejido del coral restante y el esqueleto de coral expuesto.  Estos síntomas son similares a la peste blanca, a excepción de que la enfermedad de la banda blanca solo se produce en los corales acropóridos, y la peste blanca no se ha encontrado en los corales acropóridos. Es parte de una clase de enfermedades semejantes conocidas como "síndromes blancos", muchas de las cuales pueden estar vinculadas con especies de bacterias que pertenecen al género Vibrio. Aunque el patógeno de esta enfermedad no ha sido identificado, Vibrio carchariae puede ser uno de sus factores. Por lo general la degradación del tejido comienza en la base del coral, progresando hacia las puntas de las ramas, pero puede también comenzar en medio de una rama.

## Apariencia
La enfermedad de banda blanca hace que el tejido afectado del coral se separa del esqueleto en una banda blanca uniforme.   La banda puede tener una anchura de unos pocos milímetros hasta 10 centímetros, y típicamente progresa desde la base de la colonia de coral hasta las puntas de las ramas de coral.  La banda avanza hacia las ramas de coral a un ritmo aproximado de 5 milímetros por día, causando la pérdida de tejido.  Tras la pérdida de tejido, el esqueleto descubierto del coral puede posteriormente ser colonizado por algas filamentosas.
Hay dos variantes de la enfermedad de la banda blanca: tipo I y tipo II.   En el tipo I, el tejido restante en la rama de coral no muestra signos de blanqueo de coral, aunque el color general de la colonia afectada puede parecer más claro.  En cambio, el variante tipo II de la enfermedad —que fue encontrado en las colonias de cuerno de ciervo cerca de las Bahamas— sí produce un borde de tejido blanqueado antes de que se pierde.  El variante tipo II de la enfermedad de la banda blanca puede confundirse con el blanqueo de coral.  Al examinar el tejido restante es posible determinar el variante de la enfermedad que está afectando al coral.

## Patógenos
No se ha logrado identificar los patógenos para la variante tipo II de la enfermedad de la banda blanca, aunque se descubrió un cambio en la composición bacteriana en la capa superficial donde la banda consume el tejido del coral. Se observó un cambio de una población bacteriana dominada por la familia Pseudomonadaceae a una población en la cual Vibrio carchariae es cada vez más dominante.  Los exámenes histopatológicos del tejido enfermo proporcionan alguna información sobre el agente patógeno específico o la combinación de agentes patógenos que causan esta enfermedad.  La presencia de muestras sustanciales de rickettsias en la capa superficial es motivo de sospechar que esta bacteria constituya uno de los factores involucrados en la enfermedad.
La enfermedad comienza típicamente desde la base del coral y progresa hacia las ramas.  A medida que avanza, la banda deja un esqueleto blanco del coral.   Muchos de los detalles de cómo se produce la degradación del coral por las bacterias todavía no están claros, principalmente por la dificultad de aislar las bacterias marinas.  Estudios confirmaron que la enfermedad de la banda blanca es contagiosa y causada por una bacteria patógena.  Tras experimentos de tratamiento de la enfermedad se descubrió que la ampicilina podría ser un posible tratamiento para la variedad tipo I de la enfermedad de la banda blanca.

## Impacto
Desde los primeros informes sobre la banda blanca en la década de 1970, la enfermedad ha resultado en la destrucción de aproximadamente 95% del coral cuerno de alce y cuerno de ciervo en la región del Caribe.  La reducción de ambas especies fue tal que se consideran como amenazadas bajo la Ley de especies en peligro de extinción (Endangered Species Act) de Estados Unidos y en peligro crítico en el Lista Roja de la UICN.  La disminución de estos corales tiene un efecto duradero en el medio ambiente y los seres humanos.  Como los arrecifes de coral protegen las costas de las corrientes oceánicas, las olas y las tormentas, la muerte de estos corales aumenta la pérdida de tierras costeras en las regiones afectadas.   Los corales cuerno de alce y cuerno de ciervo son dos de los principales corales constructores de arrecifes, sobre cuya fundación se forma el resto del arrecife de coral.  Su pérdida significa la pérdida de hábitat para muchas especies que habitan los arrecifes de coral, tales como la langosta, el pez loro, el camarón pargo, y muchas otras especies de los arrecifes, causando una fuerte disminución de la biodiversidad en la región afectada.   Los arrecifes de coral son albergan más de veinte y cinco por ciento de todas las especies de peces marinos, y son un hábitat altamente biodiverso.  La pérdida del coral también sería especialmente perjudicial para las poblaciones humanas que viven en la costa, en el ámbito de la provisión de alimentos, la protección costera, la seguridad económica, entre otros.  Casi 500 millones de personas dependen directamente de los arrecifes de coral para la alimentación y los ingresos (a través del turismo u de otra manera).
El coral cuerno de alce absorbe mucho dióxido de carbono del océano cada año, lo que contribuye a reducir la acidificación del océano y evitar el aumento de la temperatura del océano.   Al descomponerse, el coral cuerno de alce libera el dióxido de carbono secuestrado de nuevo en el océano, calentándolo y provocando acidificación.  La enfermedad de banda blanca amenaza más que solamente el coral.  En las últimas décadas la cobertura de coral en los arrecifes de coral ha ido disminuyendo, lo que condujo a un aumento transitorio en la cubierta de macroalgas carnosas en la región del Caribe a medida que cada vez más algas filamentosas colonizan el interior de los esqueletos de coral.   La muerte de los corales cuerno de alce y cuerno de ciervo también reduce sustancialmente la cobertura de coral y proporciona sustrato disponible para un mayor crecimiento de algas.  Las perspectivas para la recuperación de los corales cuerno de alce son malas, considerando su forma de reproducción asexual que se basa en fragmentos de coral que se rompen fuera del cuerpo principal para crecer en una nueva zona.  El coral cuerno de ciervo también se basa en la fragmentación asexual como principal método de reproducción, pero posee una mayor tasa de reclutamiento sexual que el coral cuerno de alce.
La enfermedad de banda blanca ocurre sobre todo en la región del Caribe.  Sin embargo, también se produce en el Mar Rojo, y la región del Indo-Pacífico, incluyendo Filipinas, Indonesia, y la Gran Barrera de Coral. A diferencia de la enfermedad de banda blanca en la región del Caribe, que afecta principalmente al coral cuerno de alce y cuerno de ciervo, en la región del Indo-Pacífico se ha encontrado en aproximadamente 34 especies de corales masivas y ramificantes.

## Transmisión
Enfermedad de banda blanca es altamente contagiosa y se transmite por contacto directo entre el tejido del coral enfermo y sano.   También puede transmitirse por el caracol coralívoro Coralliophila abbreviata una especie que se alimenta del coral. C. abbreviata es una especie nativa de la región donde se encuentran los corales cuerno de alce y cuerno de ciervo, y tiene la capacidad de actuar como un "reservorio" de la enfermedad de banda blanca, lo que significa que puede retener el patógeno de la enfermedad durante al menos dos semanas.   Sin embargo, no todos los caracoles coralívoros tienen la capacidad de transmitir la enfermedad de banda blanca (i.e. Coralliophila caribaea).  La transmisión del patógeno por el agua es posible si el tejido del coral es lesionado (o herido de otra manera).   La posibilidad de lesiones entre los corales afectados tiende a ser alta por la gran variedad de formas naturales en que pueden producirse, como la competencia por otros corales, daños mecánicos, o el consumo de corales por caracoles, peces damiselas, peces mariposa, gusanos de fuego, u otros organismos acuáticos.   La transmisión por el agua constituye una explicación de cómo la enfermedad logró propagarse con tanta rapidez por la región del Caribe, ya que el contacto directo entre los corales afectados se limita a la interacción física entre el coral enfermo y sano, y considerando también que el caracol coralívoro C. abbreviata que puede transmitir la enfermedad, no viaja sobre largas distancias.
Un mayor conocimiento de la naturaleza de la transmisión de la enfermedad de banda blanca puede proporcionar la comprensión necesaria poder manejar y controlar la enfermedad y evitar grandes pérdidas en los corales.   Sin embargo, puede resultar difícil de manejar la transmisión de la enfermedad de banda blanca por el agua, dada la naturaleza fluida de las corrientes oceánicas.   Un otro método sería de controlar las poblaciones de  C. abbreviata para reducir la incidencia de la enfermedad de banda blanca por la eliminación manual de muestras de la población, de forma similar a los esfuerzos por eliminar Pterois en el Golfo de México.

## Efectos del cambio climático
La prevalencia de la enfermedad de la banda blanca en el Caribe varía estacionalmente.   Es más activa en el verano y menos prevalente en el invierno, lo que sugiere que las temperaturas más cálidas del agua contribuyen a la propagación de la enfermedad a través del agua.   El impacto del cambio climático y el aumento de las emisiones de carbono conducen al calentamiento de las aguas que rodean a los ecosistemas de los arrecifes de coral, lo que aumenta la propagación de enfermedades como la enfermedad de banda blanca y otras.   La severidad de las enfermedades marinas, como la banda blanca, aumenta por varias razones.  La elevada temperatura del agua provoca estrés fisiológico entre los corales.  Esto debilita su sistema inmunológico y los hace más susceptibles a las infecciones por enfermedades coralinas.   Las temperaturas elevadas también hacen que las bacterias y los hongos patógenos se vuelven mucho más virulentos. Sin embargo, la enfermedad no se limita al agua con temperaturas elevadas, considerando que la enfermedad de banda blanca también puede ser frecuente incluso cuando las temperaturas son más frías.
El cambio climático antropogénico está severamente afectando los corales del mundo y los ecosistemas de arrecifes de coral.  Se prognostíca que a medida que el cambio climático continúa en las siguientes décadas, se accelerará el calentamiento y la acidificación oceánica lo que resultará en daños aún mayores en los ecosistemas frágiles de los arrecifes.   Sin embargo, la predicción del impacto del cambio climático futuro en los arrecifes de coral puede ser dificultada por la incertidumbre relativo a ciertos factores socioeconómicos involucrados (como la respuesta política, la tecnología del futuro, los cambios en el comportamiento humano, el sistema climático global, y los efectos en tiempo real en los arrecifes de coral).  A pesar de estas incertidumbres, los seres humanos pudieran presenciar la extinción de los ecosistemas de arrecifes de coral a finales del siglo XXI si no se toman acciones para conservarlos.   De acuerdo con los modelos de pronóstico de aumento de la temperatura oceánica, los episodios de mortalidad masiva ocurrirán probablemente ya en el verano de 2030 y seguirán ocurriendo sobre una base anual.